# Kim Yoon-seo
Kim Yoon-seo (김윤서?), all'anagrafe Kim Ga-eun (Seul, 28 marzo 1986) è un'attrice sudcoreana.

## Filmografia

### Cinema
- Angmareul bo-atda (악마를 보았다), regia di Kim Ji-woon (2010)

### Televisione
- Tamnaneundoda (탐나는도다) – serie TV (2009)
- Jjakpae (짝패) – serie TV (2011)
- Pomnagae salgeo-ya (폼나게 살거야) – serie TV (2011)
- Poseidon (포세이돈 ) – serie TV (2011)
- Geudaereul saranghamnida (그대를 사랑합니다) – serie TV (2012)
- Sinsa-ui pumgyeok (신사의 품격) – serie TV (2012)
- Yurigamyun (유리가면) – serie TV (2012-2013)
- Choegoda Lee Soon-shin (최고다 이순신) – serie TV (2013)
- Yeor-ae (열애) – serie TV (2013-2014)
- Gaegwacheonseon (개과천선) – serie TV (2014)
- Jeonseor-ui manyeo (전설의 마녀) – serie TV (2014-2015)
- Saranghaneun Eundong-a (사랑하는 은동아) – serie TV (2015)
- Byeollan myeoneuri (별난 며느리) – serie TV (2015)
- Yeojaui bimil (여자의 비밀) – serie TV (2016)
- U-ahan ga (우아한 가?) – serie TV (2019)
- Matrimonio e desideri (블랙의 신부?, Beuraeg-ui sinbuLR) – serie TV (2022)
- Doctor Lawyer (닥터 로이어?, Dakteo ro-i-eoLR) – serie TV (2022)